# Język mekmek
Język mekmek – język papuaski używany w prowincji Sepik Wschodni w Papui-Nowej Gwinei. Należy do niewielkiej rodziny języków yuat.
W 2000 roku odnotowano, że posługuje się nim 1400 osób. Obszar tego języka obejmuje wsie: Araining, Fundugwa, Kangunbo, Karinying, Mensuat, Nadveri, Yaminbot.
Materiały dot. tego języka ograniczają się do krótkich i niepewnych danych leksykalnych.